# RAB41
RAB41 (англ. RAB41, member RAS oncogene family) – білок, який кодується однойменним геном, розташованим у людей на довгому плечі X-хромосоми. Довжина поліпептидного ланцюга білка становить 222 амінокислот, а молекулярна маса — 25 038.
| 10         |  | 20         |  | 30         |  | 40         |  | 50         |
| ---------- |  | ---------- |  | ---------- |  | ---------- |  | ---------- |
| MSAFGHDEAW |  | MEAGGFGLEA |  | AERTEYQSLC |  | KSKLLFLGEQ |  | SVGKTSIISR |
| FMYNSFGCAC |  | QATVGIDFLS |  | KTMYLEDQIV |  | QLQLWDTAGQ |  | ERFHSLIPSY |
| IRDSTIAVVV |  | YDITNINSFK |  | ETDKWVEHVR |  | AERGDDVVIM |  | LLGNKIDLDN |
| KRQVTAEQGE |  | EKSRNLNVMF |  | IETSAKTGYN |  | VKKLFRRVAS |  | ALLSTRTSPP |
| PKEGTVEIEL |  | ESFEESGNRS |  | YC         |  |            |  |            |

A: Аланін

C: Цистеїн

D: Аспарагінова кислота

E: Глутамінова кислота

F: Фенілаланін

G: Гліцин

H: Гістидин

I: Ізолейцин

K: Лізин

L: Лейцин

M: Метіонін

N: Аспарагін

P: Пролін

Q: Глутамін

R: Аргінін

S: Серин

T: Треонін

V: Валін

W: Триптофан

Кодований геном білок за функцією належить до ліпопротеїнів. 
Задіяний у такому біологічному процесі, як альтернативний сплайсинг. 
Білок має сайт для зв'язування з нуклеотидами, ГТФ. 
Локалізований у цитоплазмі.